# Рак (съзвездие)
Вижте пояснителната страница за други значения на Рак.
Рак е съзвездие, видимо от северното полукълбо. То е част от зодиака и има астрологически знак ♋.
Името на съзвездието е превод от латинското му название – Cancer.